# 西サハラの国章
西サハラの国章（にしサハラのこくしょう）では、サハラ・アラブ民主共和国で使用される国章について解説する。

## 概要
サハラ・アラブ民主共和国の国章は、スペインの撤退後モロッコに占領された西サハラ地域解放のために1976年2月27日にサハラ・アラブ民主共和国の建国を宣言したポリサリオ戦線によって作成・制定された。現在サハラ・アラブ共和国は西サハラ地域のうち約4分の1を支配している。
紋章にはイスラム世界を象徴する赤い新月と五芒星が描かれ、その下には2挺の銃口を上にして交叉された小銃にそれぞれサハラ･アラブ民主共和国の国旗が提げられている。両脇はオリーブの葉に囲まれ、下部にはリボンにアラビア語で"حرية ديمقراطية وحدة"（自由、民主主義、団結）と書かれている。